# 법승TV

## 개요
대한민국의 법조 유튜브 채널.
법무법인 법승에서 운영하는 유튜브 채널로 법무법인에 소속된 변호사 위주로 출연중이다.  
보통 법무법인 법승 본사 서울변호사사무소에서 촬영하는 것으로 확인된다. 

## 카테고리

### 속성과외法
>어서오세요. 법승스쿨입니다. 자자~ 집중! 알아두면 유용한 실생활 법률 지식, 법조계의 일타강사가 무료로 알려드립니다. 법승 일타 변호사의 쉽고 재밌는 속성과외法(법)
| 변호사 | 제목 |
| ------ | --- |
| 양원준 | [서울형사전문변호사] 전 연인으로부터 강간죄로 고소를 당했다면? 혐의없음 받은 조력 비결!                       |
| 이승환 | [천안형사전문변호사] 어깨만 토닥였는데 아동학대? 억울한 아동학대 혐의 불송치 조력 비결!                       |
| 박은국 | [대전형사전문변호사] 하룻밤 실수로 성범죄자가 될 위기라면? 집행유예 기간 중 ‘쌍집행유예’ 이끌어 낸 조력 비결! |

### 법승사건파일
>의뢰인을 위한 법승의 조력비결! 법승의 성공사례를 확인해보세요!

### 마인드헌터
>범죄 심리학자와 변호사가 만났다! 법승TV에서 새롭게 선보이는 코너, 마인드 헌터. 

### 우리가정 법률주치의 ⚖️
>가정을 지키기 위한 최선의 대응책부터 절대 하지 말아야 할 행동까지 우리가정 법률주치의가 자세히 알려드립니다.

### 교통범죄센터🚗
>도로교통법 위반 혐의, 처벌 형량부터 대처법까지! 법무법인 법승 변호사들의 성공 사례를 통해 사건 해결의 포인트를 놓치지 마세요!

### 경제행정센터💰
>여러분의 재산을 지켜드리기 위해 준비했습니다. 경제 행정에 관한 모든 정보! 법승 경제전문변호사가 알려드립니다.

### 성범죄센터🖐
>초범이라도 처벌이 엄중한 성범죄! 성립요건과 현명한 대응 방법까지 법무법인 법승이 자세하게 알려드립니다.

### 법승온에어
>각종 방송에 출연 중인 법승 변호사들의 활약상을 직접 확인하세요!

## 언론 및 방송 인터뷰
| 변호사 | 채널/매체                  | 주제                            |
| ------ | -------------------------- | ------------------------------- |
| 이승우 | KBS라디오 성공예감         | [교통사고 보험사기 ]            |
| 안성훈 | 데일리안                   | [스토킹처벌법 위반]             |
| 안성훈 | 데일리안                   | [공동주거침입]                  |
| 안성훈 | SBS 모닝와이드             | [반려견 비비탄 난사 사건]       |
| 안성훈 | 데일리안                   | [손흥민 상대 '임신 협박']       |
| 이승우 | 세계일보                   | [공직선거법]                    |
| 양원준 | 파이낸셜뉴스               | [윤대통령 구속취소]             |
| 이승우 | SBS 모닝와이드             | [욕설과 소음에 노출된 아이들]   |
| 이승우 | TV조선                     | [항명의 기준과 판례]            |
| 이승우 | SBS 모닝와이드             | [故이시우 사건 대법원 파기환송] |
| 송지영 | KBS라디오 출발 무등의 아침 | [공익, 사적제재]                |
| 안성훈 | KBS9시 NEWS                | [방통위 2인체제 집행정지 인용]  |
| 양원준 | SBS 모닝와이드             | ['경찰학교 카풀금지' 논란]      |